# Cyarda fuscifrons
Cyarda fuscifrons är en insektsart som beskrevs av Metcalf och Bruner 1948. Cyarda fuscifrons ingår i släktet Cyarda och familjen Flatidae. Inga underarter finns listade i Catalogue of Life.